# Nicholas Winton
Sir Nicholas George Winton, nato Nicholas Wertheim (Londra, 19 maggio 1909 – Maidenhead, 1º luglio 2015), è stato un filantropo britannico. È noto per aver organizzato il salvataggio di 669 bambini, molti dei quali ebrei, in Cecoslovacchia poco prima dello scoppio della Seconda guerra mondiale, in un'operazione che è in seguito diventata nota come Kindertransport (termine tedesco che significa "trasporto di bambini"). Le sue azioni sono diventate note soltanto cinquant'anni più tardi, nel 1988. La stampa inglese lo ha denominato "lo Schindler britannico".

## Biografia
Fra il 1938 e il 1939, essendo di origini ebraiche, Winton collaborò con un'associazione di Praga per salvare bambini ebrei organizzando viaggi in treno dalla Cecoslovacchia occupata dai nazisti verso il Regno Unito e trovando loro alloggi presso famiglie britanniche. Nel marzo del 1939 Hitler invase il resto della Cecoslovacchia, e nello stesso anno otto grandi gruppi di bambini (669 in totale, fra cui molti ebrei) andarono via da Praga su otto treni. La partenza di un nono gruppo era prevista per il 3 settembre 1939, ma quel treno non lasciò mai Praga, perché in quel giorni prima scoppiò la Seconda guerra mondiale e la Germania chiuse le frontiere. Il treno e i 250 bambini che vi erano sopra scomparvero.
La sua attività rimase sconosciuta fino al 1988, quando sua moglie Greta scoprì dei vecchi appunti che documentavano i salvataggi. Durante la trasmissione della BBC That's Life!, dove Nicholas era presente nel pubblico, furono mostrati i suoi appunti e fu finalmente resa nota la sua coraggiosa impresa. Winton, ignaro di tutto, restò sorpreso e con commozione constatò che molte delle persone sedute intorno a lui in trasmissione, che poi si alzarono in piedi per salutarlo, erano alcuni dei bambini, oramai adulti, che lui aveva salvato.
Nel 2003 è stato nominato cavaliere dalla regina Elisabetta II per i suoi "servizi all'umanità, per aver salvato bambini ebrei della Cecoslovacchia occupata dalla Germania nazista". Nel 2010 Winton è stato nominato dal governo Eroe britannico dell'Olocausto. Il 28 ottobre 2014 è stato insignito dal Presidente ceco Miloš Zeman della più alta onorificenza della Repubblica Ceca, l'Ordine del Leone bianco (I classe). Non gli è stata assegnata l'onorificenza di Giusto fra le nazioni, perché era di origine ebraica e non un «gentile» (ovvero di origine diversa da quella ebraica), per cui non rispettava il principale requisito previsto dallo Yad Vashem per l'assegnazione.
Nel 2009 un treno speciale partì dalla stazione di Praga con a bordo 22 delle 669 persone salvate, insieme ai loro figli e nipoti. Il convoglio percorse la stessa strada di 70 anni prima, arrivando dopo un lungo viaggio alla stazione di Liverpool Street, dove lo stava aspettando Winton, ormai centenario. È morto il 1º luglio 2015 all'età di 106 anni.

## Nella cultura di massa
Nel 2023 viene distribuito il film One Life che narra le vicende di Winton, interpretato da Anthony Hopkins.